# AOL TV
AOL TV era el nombre de un cliente liviano que utiliza una televisión para la exhibición (del tamaño de un monitor) y del servicio en línea que le hace soporte. Fue lanzado al mercado en junio de 2000 para competir con WebTV.
El producto y el servicio fueron desarrollados por America Online. Mientras que colocaron a la mayoría de los clientes livianos desarrollados a mediados de la década de 1990 para estaciones de trabajo con redes de área local corporativas, AOL TV se posicionó com un dispositivo para el consumidor con acceso a la red. El servicio no ha sido apoyado más por AOL, porque la documentación ha sido descargada mediante sus servidores.